# Alexis Fakih
Pour les articles homonymes, voir Fakih.
Alexis Fakih, né le 21 septembre 1985 à Anvers, est un homme d'affaires belgo-libanais et dirigeant sportif du club congolais Sa Majesté Sanga Balende depuis février 2012, surnommé Ali Doyen dans le Kasaï-Oriental.

## Biographie
Fils d'un diamantaire libanais, il quitte la Belgique un peu plus tard et âgé de 18 ans en 2003 il rejoint les activités de son père à Mbujimayi, diplômé en business management et géologie, il effectue son parcours académique au Congo-Kinshasa.
Depuis le 6 février 2012, il codirige le club de football Sa Majesté Sanga Balende contribuant énormément à la construction de son stade Kashala Bonzola en 2014, jusqu'à sa nomination à la tête de cette association sportive succédant à Ngoy Kasanji le 29 juillet 2020. 
Alexis Fakih pense donner un nouveau souffle au club en formant et promouvant des jeunes talents,,.